# Aeolesthes mariae
Aeolesthes mariae là một loài bọ cánh cứng trong họ Cerambycidae.